# 1645
Il 1645 (MDCXLV in numeri romani) è un anno  del XVII secolo.

## Eventi
- Scoppia la guerra tra L'Impero Ottomano di Ibrahim I e la Repubblica di Venezia. Gli ottomani invadono l'isola di Creta.
- 15 febbraio – Il parlamento britannico istituisce il New Model Army.
- 6 marzo – Battaglia di Jankov: Nell'ambito della guerra dei trent'anni fase francese l'esercito svedese del Gen. Lennart Torstenson, sconfigge quello del Sacro Romano Impero Germanico dell'Imperatore Ferdinando III. I due comandanti dell'esercito imperiale, uno viene fatto prigioniero e l'altro muore in battaglia. L'Imperatore è costretto a fuggire da Vienna e rifugiarsi a Graz.
- 2 maggio – Battaglia di Mergentheim: Nell'ambito della guerra dei trent'anni – fase francese, l'esercito del Sacro Romano Impero Germanico comandato dal Gen. Franz von Mercy sconfigge quello francese al comando del visconte di Turenne.
- 1º giugno – Iniziano formalmente a Munster e Osnabrück in Vestfalia le trattative di pace per porre fine alla guerra dei trent'anni. Dureranno tre anni.
- 14 giugno – Battaglia di Naseby: Battaglia decisiva nell'ambito della guerra civile inglese. L'esercito realista del Re Carlo I Stuart viene sconfitto da quello parlamentarista.
- 3 agosto – Battaglia di Nördlingen: Nell'ambito della guerra dei trent'anni – fase francese, l'esercito francese comandato dal duca di Enghien Luigi II di Borbone, sconfigge a caro prezzo quello del Sacro Romano Impero Germanico al comando di Franz von Mercy, che muore in battaglia.
- 13 agosto – Firma del Trattato di Brömsebro fra Danimarca-Norvegia e Svezia.

## Nati

### Gennaio
- 4 gennaio - Andrea Biffi, architetto italiano († 1686)
- 11 gennaio - Matthias Rauchmüller, scultore tedesco († 1686)
- 22 gennaio - William Kidd, pirata scozzese († 1701)
- 29 gennaio - Rennequin Sualem, inventore belga († 1708)

### Febbraio
- 9 febbraio - Johann Aegidius Bach, organista, violinista e direttore d'orchestra tedesco († 1716)
- 13 febbraio - Vere Fane, IV conte di Westmorland, politico inglese († 1693)
- 22 febbraio - Johann Ambrosius Bach, musicista tedesco († 1695)
- 22 febbraio - Johann Christoph Bach, musicista tedesco († 1693)

### Marzo
- 16 marzo - Enrico Alberto di Cossé-Brissac, nobile francese († 1698)
- 20 marzo - Gabriel Kessler, pittore austriaco († 1719)
- 25 marzo - Marco Battista Battaglini, vescovo cattolico e antiquario italiano († 1717)

### Aprile
- 9 aprile - Giovanni Fossa, pittore italiano († 1732)
- 13 aprile - Jacopo Antonio Pozzo, religioso e architetto italiano († 1721)
- 22 aprile - Cristina di Baden-Durlach, principessa tedesca († 1705)
- 29 aprile - Bernardino Marinali, miniatore italiano († 1728)

### Maggio
- 3 maggio - Pierre de Troyes, militare francese († 1688)
- 15 maggio - George Jeffreys, magistrato inglese († 1689)
- 29 maggio - Isabella Tomasi, religiosa e nobile italiana († 1699)

### Giugno
- 11 giugno - Anthony Grey, XI conte di Kent, nobile inglese († 1702)
- 14 giugno - Haquin Spegel, religioso svedese († 1714)
- 15 giugno - Giuseppe Cino, architetto e scultore italiano († 1722)
- 15 giugno - Sidney Godolphin, I conte di Godolphin, nobile e politico britannico († 1712)
- 23 giugno - Lazzaro Agostino Cotta, avvocato, storiografo e poeta italiano († 1719)

### Luglio
- 7 luglio - Carlo Teodoro di Salm, nobile tedesco († 1710)
- 11 luglio - Michael Wening, incisore tedesco († 1718)
- 28 luglio - Margherita Luisa d'Orléans, nobile francese († 1721)

### Agosto
- 10 agosto - Eusebio Francesco Chini, gesuita, missionario e geografo italiano († 1711)
- 13 agosto - Alessandro III Sanvitale, nobile e mecenate italiano († 1727)
- 14 agosto - Carlos de Sigüenza y Góngora,  messicano († 1700)
- 16 agosto - Jean de La Bruyère, scrittore e aforista francese († 1696)
- 20 agosto - Ercole Visconti, arcivescovo cattolico e diplomatico italiano († 1712)
- 22 agosto - Geneviève Boullogne, pittrice francese († 1708)
- 30 agosto - Giuseppe Avanzi, pittore italiano († 1718)

### Settembre
- 6 settembre - Giovanni Filippo Certani, presbitero italiano († 1717)
- 10 settembre - Ferdinando Nuzzi, cardinale e arcivescovo cattolico italiano († 1717)
- 21 settembre - Louis Jolliet, esploratore francese († 1700)

### Ottobre
- 16 ottobre - Lorenzo Casoni, cardinale e arcivescovo cattolico italiano († 1720)
- 21 ottobre - Cristina Carlotta di Württemberg, nobile († 1699)
- 26 ottobre - Aert de Gelder, pittore olandese († 1727)

### Novembre
- 1º novembre - Tomas Pereira, presbitero, missionario e musicista portoghese († 1708)
- 6 novembre - Johann Gottfried von Guttenberg, vescovo cattolico tedesco († 1698)
- 17 novembre - Nicolas Lémery, chimico e medico francese († 1715)
- 30 novembre - Andreas Werckmeister, compositore, organista e teorico della musica tedesco († 1706)

### Dicembre
- 3 dicembre - Augustyn Michał Stefan Radziejowski, cardinale e arcivescovo cattolico polacco († 1705)
- 6 dicembre - Maria De Dominici, pittrice, scultrice e monaca cristiana maltese († 1703)
- 16 dicembre - Nicola Grimaldi, cardinale italiano († 1717)
- 27 dicembre - Giovanni Antonio Viscardi, architetto svizzero († 1713)

### Senza giorno specificato
- Elia X, vescovo cristiano orientale siro († 1700)
- James Annesley, II conte di Anglesey, nobile irlandese († 1690)
- Mulay Isma'il, sultano marocchino († 1727)
- Giulio Avellino, pittore italiano († 1700)
- Michele Angelo Borio, militare italiano († 1728)
- Placido Celi, pittore italiano († 1710)
- Lorenzo Centurione, doge († 1735)
- Johann Georg Conradi, compositore e direttore d'orchestra tedesco († 1699)
- Filippo Evans, religioso gallese († 1679)
- Alexandre Olivier Exquemelin, pirata, scrittore e storico francese († 1707)
- Marco Galli, matematico italiano († 1700)
- Diana Gonzaga, nobile italiana († 1730)
- Jakob Gronov, filologo classico olandese († 1716)
- John Hay, II marchese di Tweeddale, nobile scozzese († 1713)
- Hong Sheng, drammaturgo cinese († 1704)
- René-Antoine Houasse, pittore e decoratore francese († 1710)
- Nicholas Kalliakis, filosofo, teologo e letterato greco († 1707)
- Johann Löhner, compositore e organista tedesco († 1705)
- Francesco Maria Mezzabarba Birago, nobile, numismatico e giurista italiano († 1697)
- John Mill, teologo e grecista inglese († 1707)
- Caterina Mongardi, pittrice italiana († 1680)
- Daniel Montbars, pirata francese
- Anselmo de la Peña, vescovo cattolico spagnolo († 1729)
- Francesco Pittoni, pittore italiano († 1724)
- Giuseppe Rolli, pittore e incisore italiano († 1727)
- Giuseppe Girolamo Semenzi, presbitero, scrittore e storico italiano († 1706)
- Anna Maria Sirani, pittrice italiana († 1715)
- Jan van Somer, pittore, disegnatore e incisore olandese
- Edward Taylor, poeta, teologo e medico statunitense († 1729)
- Pëtr Andreevič Tolstoj, politico russo († 1729)
- François de Troy, pittore francese († 1730)
- Giovanni Battista Visconti Aicardi, vescovo cattolico italiano († 1713)
- Robert White, incisore, pittore e disegnatore inglese († 1703)
- Rami Mehmed Pascià, politico e poeta ottomano († 1706)
- Sürmeli Ali Pascià, militare ottomano († 1695)

## Morti

### Gennaio
- 10 gennaio - William Laud, arcivescovo anglicano inglese (n. 1573)
- 19 gennaio - Pedro Orrente, pittore spagnolo (n. 1580)
- 21 gennaio - Alessandro Filonardi, vescovo cattolico italiano (n. 1578)
- 24 gennaio - Giovanni Branca, ingegnere e architetto italiano (n. 1571)
- 30 gennaio - Mary Ward, religiosa britannica (n. 1585)
- 31 gennaio - Hans Ulrik Gyldenløve, diplomatico danese (n. 1615)

### Febbraio
- 1º febbraio - Enrico Morse, presbitero inglese (n. 1595)
- 9 febbraio - Muzio Vitelleschi, gesuita italiano (n. 1563)
- 10 febbraio - Alessandro Baldrati, monaco cristiano italiano (n. 1595)
- 13 febbraio - Vincenzo Giustiniani, vescovo cattolico italiano (n. 1590)
- 14 febbraio - François de La Rochefoucauld, cardinale e vescovo cattolico francese (n. 1558)
- 18 febbraio - Richard Baker, scrittore inglese (n. 1568)
- 19 febbraio - Pier Paolo Crescenzi, cardinale e vescovo cattolico italiano (n. 1572)
- 19 febbraio - Dorotea Sofia di Sassonia-Altenburg, religiosa tedesca (n. 1587)
- 24 febbraio - Filippo VII di Waldeck-Wildungen, nobile tedesco (n. 1613)

### Marzo
- 4 marzo - Matthias Hoë von Hoënegg, pastore protestante tedesco (n. 1580)
- 15 marzo - Johan Skytte, politico svedese (n. 1577)

### Aprile
- 11 aprile - Ferraù Fenzoni, pittore italiano (n. 1562)
- 15 aprile - Francesco Montecuccoli, nobile e diplomatico italiano
- 17 aprile - Daniel Featley, teologo inglese (n. 1582)
- 19 aprile - Anthony van Diemen, politico olandese (n. 1593)

### Maggio
- 26 maggio - Maria Anna di Gesù de Paredes, religiosa ecuadoriana (n. 1618)

### Giugno
- 8 giugno - Giovanni Briccio, pittore, drammaturgo e musicista italiano (n. 1579)
- 13 giugno - Miyamoto Musashi, militare e scrittore giapponese (n. 1584)
- 22 giugno - Gaspar de Guzmán y Pimentel, politico spagnolo (n. 1587)

### Luglio
- 7 luglio - Onorato Visconti, arcivescovo cattolico e diplomatico italiano (n. 1585)
- 12 luglio - Luciano Borzone, pittore italiano (n. 1590)
- 13 luglio - Marie de Gournay, scrittrice e filosofa francese (n. 1565)
- 16 luglio - Andrea de Soveral, presbitero brasiliano (n. 1572)
- 17 luglio - Robert Carr, I conte di Somerset, nobile britannico (n. 1587)
- 23 luglio - Michele di Russia, sovrano (n. 1596)

### Agosto
- 3 agosto - Franz von Mercy, generale tedesco
- 18 agosto - Evdokija Luk'janovna Strešnëva, nobile russa (n. 1608)
- 21 agosto - Jacobus Wemmers, vescovo cattolico fiammingo (n. 1598)
- 28 agosto - Ugo Grozio, giurista, filosofo e teologo olandese (n. 1583)
- 31 agosto - Francesco Bracciolini, poeta italiano (n. 1566)

### Settembre
- 8 settembre - Francisco de Quevedo, scrittore e poeta spagnolo (n. 1580)
- 11 settembre - Miklós Esterházy, nobile, militare e politico ungherese (n. 1583)
- 16 settembre - Giovanni Macías, religioso spagnolo (n. 1585)
- 19 settembre - Alessandro Pallavicino di Zibello, condottiero italiano
- 24 settembre - William Lawes, musicista e compositore inglese (n. 1602)
- 30 settembre - Federico Casimiro del Palatinato-Zweibrücken-Landsberg, duca (n. 1585)

### Ottobre
- 2 ottobre - Francesco Cennini de' Salamandri, cardinale italiano (n. 1566)
- 14 ottobre - Orazio Giovan Battista Ravaschieri, nobile italiano
- 20 ottobre - François Sublet de Noyers, politico e nobile francese (n. 1589)
- 23 ottobre - Siro da Correggio, nobile italiano (n. 1590)

### Novembre
- 3 novembre - Giusto Guérin, vescovo cattolico francese (n. 1578)
- 5 novembre - Andrea Cantelmo, nobile e condottiero italiano (n. 1598)
- 16 novembre - Diodorus Tuldenus, giurista olandese (n. 1590)

### Dicembre
- 4 dicembre - Francesco Giarratana, religioso italiano (n. 1570)
- 7 dicembre - Filippo Teodoro di Waldeck, nobile tedesco (n. 1614)
- 12 dicembre - Giovanni Bernardino Azzolino, pittore italiano (n. 1572)
- 17 dicembre - Diego de los Cobos Guzmán y Luna, nobile spagnolo
- 18 dicembre - Nur Jahan, nobildonna persiana (n. 1577)
- 23 dicembre - Olimpia Gonzaga, religiosa italiana (n. 1591)
- 24 dicembre - Durante Dorio, storico e notaio italiano
- 28 dicembre - Gaspar de Borja y Velasco, cardinale, arcivescovo cattolico e politico spagnolo (n. 1589)
- 28 dicembre - Giovanni Battista Manso, nobile, scrittore e poeta italiano (n. 1569)

### Senza giorno specificato
- Bernardo de Alderete, letterato spagnolo (n. 1565)
- Ali Bitchin, corsaro italiano (n. 1560)
- William Browne, poeta britannico (n. 1590)
- Pier Maria Cecchini, attore teatrale italiano (n. 1563)
- Elizabeth Clarke,  inglese (n. 1565)
- Fabrizio Colloredo, militare e ambasciatore italiano (n. 1576)
- Francesco De Pietri, storico e giurista italiano (n. 1575)
- Federico Campana, nobile e militare italiano (n. 1582)
- Feng Menglong, scrittore e poeta cinese (n. 1574)
- Paolo Finoglio, pittore italiano
- Nikolaus Fleckenstein, ufficiale svizzero (n. 1580)
- Balthasar Florisz van Berckenrode, incisore, cartografo e editore fiammingo (n. 1591)
- Sebastiano Ghezzi, pittore e architetto italiano (n. 1580)
- Giovanni Gonzaga, nobile e religioso italiano
- Jacob van der Heyden, pittore, incisore e scultore fiammingo (n. 1573)
- Tobias Hume, gambista e compositore inglese
- Emilia Lanier, poetessa inglese (n. 1569)
- Balthasar Lawers, pittore fiammingo (n. 1578)
- Li Zicheng, imperatore cinese (n. 1606)
- Jacques Linard, pittore francese (n. 1597)
- Juan de Luna, scrittore spagnolo (n. 1575)
- John Maitland, I conte di Lauderdale, politico e nobile scozzese
- Rodolfo Giovanni Marazzino, militare italiano (n. 1585)
- Giacomo Micalori, teologo, filosofo e astronomo italiano (n. 1570)
- Mattheus Molanus, pittore e disegnatore olandese
- Archibald Napier, I Lord Napier, politico scozzese (n. 1576)
- Niceforo di Alessandria, arcivescovo ortodosso greco
- Opechancanough,  nativo americano
- Takuan Sōhō, monaco buddhista giapponese (n. 1573)
- Filippo Tarchiani, pittore italiano (n. 1576)
- Alessandro Zilioli, storiografo, letterato e poeta italiano (n. 1596)
- Diego de Prado, cartografo e navigatore spagnolo

## Calendario
| Calendario 1645 | Calendario 1645 | Calendario 1645 | Calendario 1645 | Calendario 1645 | Calendario 1645 | Calendario 1645 | Calendario 1645 | Calendario 1645 | Calendario 1645 | Calendario 1645 | Calendario 1645 | Calendario 1645 | Calendario 1645 | Calendario 1645 | Calendario 1645 | Calendario 1645 | Calendario 1645 | Calendario 1645 | Calendario 1645 | Calendario 1645 | Calendario 1645 | Calendario 1645 | Calendario 1645 | Calendario 1645 | Calendario 1645 | Calendario 1645 | Calendario 1645 | Calendario 1645 | Calendario 1645 | Calendario 1645 | Calendario 1645 | Calendario 1645 |
| --------------- | --------------- | --------------- | --------------- | --------------- | --------------- | --------------- | --------------- | --------------- | --------------- | --------------- | --------------- | --------------- | --------------- | --------------- | --------------- | --------------- | --------------- | --------------- | --------------- | --------------- | --------------- | --------------- | --------------- | --------------- | --------------- | --------------- | --------------- | --------------- | --------------- | --------------- | --------------- | --------------- |
|                 | 1               | 2               | 3               | 4               | 5               | 6               | 7               | 8               | 9               | 10              | 11              | 12              | 13              | 14              | 15              | 16              | 17              | 18              | 19              | 20              | 21              | 22              | 23              | 24              | 25              | 26              | 27              | 28              | 29              | 30              | 31              |                 |
| Gennaio         | Do              | Lu              | Ma              | Me              | Gi              | Ve              | Sa              | Do              | Lu              | Ma              | Me              | Gi              | Ve              | Sa              | Do              | Lu              | Ma              | Me              | Gi              | Ve              | Sa              | Do              | Lu              | Ma              | Me              | Gi              | Ve              | Sa              | Do              | Lu              | Ma              |                 |
| Febbraio        | Me              | Gi              | Ve              | Sa              | Do              | Lu              | Ma              | Me              | Gi              | Ve              | Sa              | Do              | Lu              | Ma              | Me              | Gi              | Ve              | Sa              | Do              | Lu              | Ma              | Me              | Gi              | Ve              | Sa              | Do              | Lu              | Ma              |                 |                 |                 |                 |
| Marzo           | Me              | Gi              | Ve              | Sa              | Do              | Lu              | Ma              | Me              | Gi              | Ve              | Sa              | Do              | Lu              | Ma              | Me              | Gi              | Ve              | Sa              | Do              | Lu              | Ma              | Me              | Gi              | Ve              | Sa              | Do              | Lu              | Ma              | Me              | Gi              | Ve              |                 |
| Aprile          | Sa              | Do              | Lu              | Ma              | Me              | Gi              | Ve              | Sa              | Do              | Lu              | Ma              | Me              | Gi              | Ve              | Sa              | Do              | Lu              | Ma              | Me              | Gi              | Ve              | Sa              | Do              | Lu              | Ma              | Me              | Gi              | Ve              | Sa              | Do              |                 |                 |
| Maggio          | Lu              | Ma              | Me              | Gi              | Ve              | Sa              | Do              | Lu              | Ma              | Me              | Gi              | Ve              | Sa              | Do              | Lu              | Ma              | Me              | Gi              | Ve              | Sa              | Do              | Lu              | Ma              | Me              | Gi              | Ve              | Sa              | Do              | Lu              | Ma              | Me              |                 |
| Giugno          | Gi              | Ve              | Sa              | Do              | Lu              | Ma              | Me              | Gi              | Ve              | Sa              | Do              | Lu              | Ma              | Me              | Gi              | Ve              | Sa              | Do              | Lu              | Ma              | Me              | Gi              | Ve              | Sa              | Do              | Lu              | Ma              | Me              | Gi              | Ve              |                 |                 |
| Luglio          | Sa              | Do              | Lu              | Ma              | Me              | Gi              | Ve              | Sa              | Do              | Lu              | Ma              | Me              | Gi              | Ve              | Sa              | Do              | Lu              | Ma              | Me              | Gi              | Ve              | Sa              | Do              | Lu              | Ma              | Me              | Gi              | Ve              | Sa              | Do              | Lu              |                 |
| Agosto          | Ma              | Me              | Gi              | Ve              | Sa              | Do              | Lu              | Ma              | Me              | Gi              | Ve              | Sa              | Do              | Lu              | Ma              | Me              | Gi              | Ve              | Sa              | Do              | Lu              | Ma              | Me              | Gi              | Ve              | Sa              | Do              | Lu              | Ma              | Me              | Gi              |                 |
| Settembre       | Ve              | Sa              | Do              | Lu              | Ma              | Me              | Gi              | Ve              | Sa              | Do              | Lu              | Ma              | Me              | Gi              | Ve              | Sa              | Do              | Lu              | Ma              | Me              | Gi              | Ve              | Sa              | Do              | Lu              | Ma              | Me              | Gi              | Ve              | Sa              |                 |                 |
| Ottobre         | Do              | Lu              | Ma              | Me              | Gi              | Ve              | Sa              | Do              | Lu              | Ma              | Me              | Gi              | Ve              | Sa              | Do              | Lu              | Ma              | Me              | Gi              | Ve              | Sa              | Do              | Lu              | Ma              | Me              | Gi              | Ve              | Sa              | Do              | Lu              | Ma              |                 |
| Novembre        | Me              | Gi              | Ve              | Sa              | Do              | Lu              | Ma              | Me              | Gi              | Ve              | Sa              | Do              | Lu              | Ma              | Me              | Gi              | Ve              | Sa              | Do              | Lu              | Ma              | Me              | Gi              | Ve              | Sa              | Do              | Lu              | Ma              | Me              | Gi              |                 |                 |
| Dicembre        | Ve              | Sa              | Do              | Lu              | Ma              | Me              | Gi              | Ve              | Sa              | Do              | Lu              | Ma              | Me              | Gi              | Ve              | Sa              | Do              | Lu              | Ma              | Me              | Gi              | Ve              | Sa              | Do              | Lu              | Ma              | Me              | Gi              | Ve              | Sa              | Do              |                 |